# Kroatische Bischofskonferenz

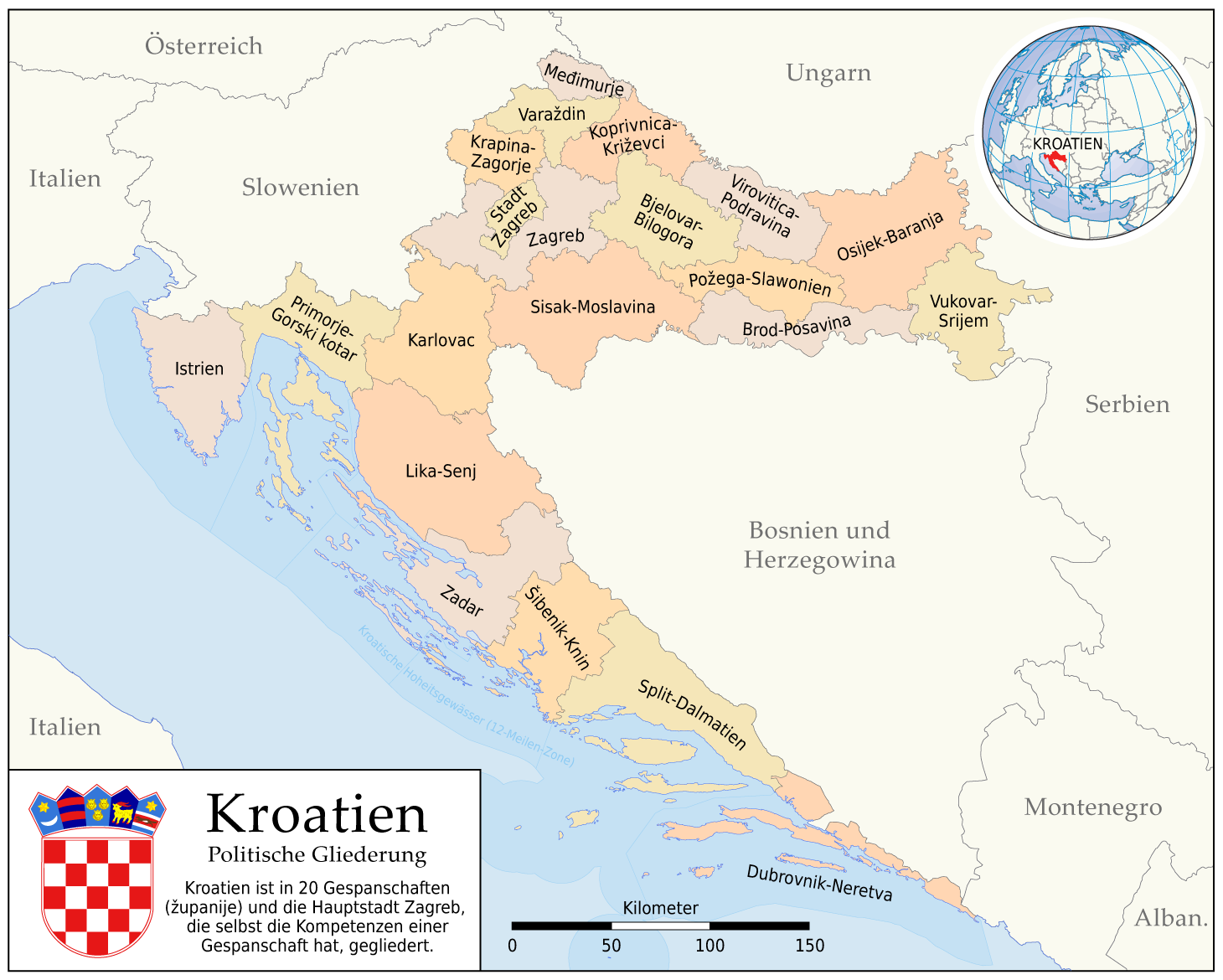
Kroatien

Die Kroatische Bischofskonferenz (kroat.: Hrvatska Biskupska Konferencija, HBK) ist die zentrale und ständige Versammlung der kroatischen Bischöfe. Die HBK ist Mitglied im Rat der europäischen Bischofskonferenzen (CCEE) und assoziiertes Mitglied in der Kommission der Bischofskonferenzen der Europäischen Gemeinschaft (COMECE). Ihr Hauptsitz, mit dem Generalsekretariat, ist in Zagreb.

## Statuten
Nach dem durch Papst Johannes Paul II. genehmigten und veröffentlichten Dekret von 1993 wurde auf der Grundlage der Dokumente des Zweiten Vatikanischen Konzils und dem Codex Iuris Canonici (CIC) von 1983 die Struktur und Verwaltung der kroatischen Bischofskonferenz aufgebaut. Die Statuten der HBK richten sich nach diesen Bestimmungen und sind durch die Vollversammlung beschlossen worden.

## Präsidium
- Präsident:
  - Erzbischof Dražen Kutleša
- Stellvertretender Präsident:
  - Erzbischof Želimir Puljić

### Liste der Präsidenten
- Franjo Kardinal Kuharić (1993–1997)
- Josip Kardinal Bozanić (1997–2007)
- Marin Srakić (2007–2017)
- Želimir Puljić (2017–2022)
- Dražen Kutleša (seit 2022)

## Präsidenten der bischöfliche Kommissionen
- Bischof Zdenko Križić, Kommission für Liturgie
- Erzbischof Dražen Kutleša, Kommission für kirchliche und staatliche Beziehungen in Kroatien
- Bischof Josip Mrzljak, Kommission für die kroatische Caritas
- Bischof Antun Škvorčević, Kommission für das Päpstliche Kroatische Kollegium vom Heiligen Hieronymus zu Rom
- Bischof Marin Barišić, Kommission für Dialog mit der Serbisch-orthodoxen Kirche in Kroatien und Serbien
- Bischof Ante Ivas, Kommission für die kroatisch-katholische Jugend

## Präsidenten der bischöfliche Räte
- Bischof Vlado Košić, Rat für die Glaubenslehre
- Erzbischof Djuro Hranić, Rat für Katechismus und Neuevangelisierung
- Erzbischof Marin Barišić, Rat für Priesterseminare und geistliche Berufungen
- Bischof Zdenko Križić, Rat für die Institute geweihten Lebens und für die Gesellschaften apostolischen Lebens
- Erzbischof Mate Uzinić, Rat für Leben und Familie
- Bischof Ivan Devčić, Rat für katholische Laien
- Bischof Antun Škvorčević, Rat für das katholische Bildungswesen und Rat für Ökumene und den interreligiösen Dialog
- Erzbischof Želimir Puljić, Rat für Kultur und das kirchliche Kulturerbe
- Bischof Tomislav Rogić, Rat für Pastoral in Fragen zu Migranten und Migration
- Bischof Pero Sudar, Rat für kroatische Auslandspastoral
- Bischof Ivica Petanjak, Rat für die Mission
- Bischof Ivan Ćurić, Rat für den kroatischen Klerus

## Vize-Präsidenten CCEE
- Josip Kardinal Bozanić, Erzbischof von Zagreb

## Besonderheiten
Der Bischof des Bistums Syrmien in Serbien, ein Suffraganbistum des kroatischen Erzbistums Đakovo-Osijek, und der Bischof des Bistums Kotor in Montenegro, ein Suffraganbistum des kroatischen Erzbistums Split-Makarska, sind Mitglieder der internationalen Bischofskonferenz der Heiligen Kyrill und Method mit Sitz in Belgrad.